# Pedro Montañez
Pedro Montañez (Cayey, 24 aprile 1914 – 26 giugno 1996) è stato un pugile portoricano.
La International Boxing Hall of Fame lo ha riconosciuto fra i più grandi pugili di ogni tempo.

## Gli inizi
Professionista dal 1931.

## La carriera
Dopo una lunghissima serie di vittorie, tra le quali anche una contro Aldo Spoldi a New York, nel 1936, arrivò nel 1937 ad una sfida per il mondiale dei leggeri contro Lou Ambers, perdendola ai punti.
Chiuse la carriera dopo essere stato sconfitto da Henry Armstrong, nel 1940, in un incontro valido per il mondiale dei welter.